# Tonchi Percan
Tonchi Percan (folkbokförd som Tonci Percan), född 13 maj 1955 i Pula i Kroatien (då Jugoslavien) som Tonči Percan, är en svensk journalist. 
Percan har arbetat som reporter på Sveriges Television och Sveriges Radio. Numera är han frilansjournalist och mångårig reporter i programmet Medierna i Sveriges Radio P1.
I augusti 1980 avslöjade Percan på en presskonferens att den jugoslaviska säkerhetstjänsten hade försökt värva honom som agent. Vid denna tid arbetade han som hemspråkslärare och han medverkade i så kallade invandrarprogram i Sveriges Radio Malmöhus.

## Biografi

### Uppväxt och tidig karriär
Percan kom till Sverige tillsammans med sina föräldrar 1974. Han blev svensk medborgare och hade därefter dubbelt medborgarskap. Att avsäga sig ett jugoslaviskt medborgarskap var under den perioden svårt. Percan arbetade som hemspråkslärare. Han fick ett vikariat på Radio Malmöhus, där han medverkade i sändningar riktade till den jugoslaviska invandrargruppen.

### Värvningsförsök från jugoslavisk säkerhetstjänst
Under 1980 hade jugoslaviska säkerhetstjänsten identifierat Percan som en potentiell agent. Man ville att Percan skulle hjälpa till att få redaktören för de jugoslaviska sändningarna på Radio Malmöhus avskedad. Percan skulle därefter ta över redaktörsrollen och bland annat se till att det sändes positiva budskap om Jugoslavien. Den första kontakten togs med Percans föräldrar från Jugoslaviens konsulat i Malmö. Under sommaren 1980 semestrade föräldrarna i Jugoslavien och ska då ha förhörts av säkerhetstjänsten. De ska då också enligt Percans senare redogörelse ha hotats till livet. Instruktionen var att föräldrarna skulle förmå sonen att resa till Jugoslavien där han skulle få intruktioner på plats. Percan ringde upp jugoslaviska säkerhetstjänsten från en telefon på Sveriges Radio och lyckades få kontakt med den person som hade hotat hans föräldrar. Samtalet genomfördes i närvaro av två kollegor och med bandspelaren påslagen. Personen upprepade de instruktioner som föräldrarna hade fått.
Efter telefonsamtalet med säkerhetstjänsten kontaktade Percan och Sveriges Radio polisen. Säkerhetspolisen kopplades också in eftersom det rörde främmande makt. Sveriges Radio valde, efter rekommendation från Säkerhetspolisen, att arrangera en presskonferens den 20 augusti 1980 där Percan lade fram hela historien. Percan har berättat att Jugoslavien in i det sista försökte påverka honom att ställa in presskonferensen genom att hota hans föräldrar. Medierna i Sveriges Radio P1 ägnade 2019 ett helt program åt händelsen, där Percan själv undersökte den personakt om honom som nyligen hade avhemligats i Kroatien.
I en intervju i tidningen Journalisten 2003 berättade Percan att den svenska Säkerhetspolisen i samband med händelsen ska ha föreslagit att Percan skulle hålla den informerade om vad som hände i de exiljugoslaviska kretsarna i Malmö. Percan tolkade det som ett försök att värva honom som informatör. Beskrivningen av händelsen bekräftades av Percans dåvarande chef Börje Olsson.

### Fortsatt karriär
Percan anställdes några år senare på Sveriges Television som nyhetsreporter. Han uppmärksammades för sina undersökningar av omständigheterna kring beskjutningen av Jugoslaviens ambassad 1971. Percan lyckades då även få en intervju med gärningsmannen Miro Barešić, som då satt i svenskt fängelse.
Den personakt som Percan fick ut 2019 visade att den jugoslaviska säkerhetstjänsten hade fortsatt övervakning på Percan och vid flera tillfällen hade motverkat hans arbete. När Percan skulle anställas på SVT hade man försökt påverka anställningsbeslutet. Påtryckningar riktades även mot Utrikesdepartementet, vilket 1984 ledde till att Percan med kort varsel nekades att delta i en intervju med utrikesminister Lennart Bodström som han och en kollega hade planerat. Sveriges Televisions ledning reagerade mot Utrikesdepartementet, bland annat genom att inte sända den intervju som kollegan hade genomfört utan Percan.
Percan har genomfört flera uppmärksammade granskningar som reporter på SVT, till exempel dokumentären Cigarettkriget tillsammans med Anita Jekander. Dokumentären belönades med ett hedersomnämnande vid Guldspaden 1998. I dokumentären undersöker Percan jugoslaviska maffians smuggling av cigaretter till Sverige och kopplingar till den serbiske presidenten Slobodan Milošević.
Percan är numera frilansjournalist och mångårig reporter på programmet Medierna i Sveriges Radio P1. År 2010 gav han ut boken Maria Wetterstrand – Kronprinsessan på förlaget Blue Publishing, som han då var delägare i. Boken skildrar dåvarande språkröret för Miljöpartiet, Maria Wetterstrand.